# 'O Dj (Don't Give Up)
'O dj (Don't give up) è un singolo del cantante napoletano Liberato pubblicato il 3 marzo 2023.

## Descrizione
Brano facente parte della colonna sonora del film Mixed by Erry (2023). L'artista lo aveva annunciato giorni prima con un video nelle Instagram stories.

## Tracce
1. 'O dj (Don't give up) – 3:40

## Riconoscimenti
- 2023 - Nastro d'argento[3]
  - Candidatura per la migliore canzone originale a Liberato